# Есфандіярсара
Есфандіярсара (перс. اسفنديارسرا) — село в Ірані, у дегестані Тутакі, у Центральному бахші, шагрестані Сіяхкаль остану Ґілян. За даними перепису 2006 року, його населення становило 78 осіб, що проживали у складі 19 сімей.

## Клімат
Середня річна температура становить 13,11 °C, середня максимальна – 27,06 °C, а середня мінімальна – -1,68 °C. Середня річна кількість опадів – 724 мм.
| Клімат поселення                              | Клімат поселення | Клімат поселення | Клімат поселення | Клімат поселення | Клімат поселення | Клімат поселення | Клімат поселення | Клімат поселення | Клімат поселення | Клімат поселення | Клімат поселення | Клімат поселення | Клімат поселення |
| Показник                                      | Січ.             | Лют.             | Бер.             | Квіт.            | Трав.            | Черв.            | Лип.             | Серп.            | Вер.             | Жовт.            | Лист.            | Груд.            |                  |
| Середній максимум, °C                         | 10,48            | 9,80             | 11,02            | 15,76            | 21,19            | 25,87            | 27,06            | 26,93            | 22,82            | 19,66            | 14,75            | 10,78            |                  |
| Середня температура, °C                       | 4,74             | 4,05             | 5,29             | 10,01            | 15,45            | 20,12            | 23,00            | 22,86            | 18,75            | 15,60            | 10,70            | 6,72             |                  |
| Середній мінімум, °C                          | −1               | −1,68            | −0,46            | 4,27             | 9,72             | 14,39            | 18,94            | 18,80            | 14,69            | 11,53            | 6,63             | 2,66             |                  |
| Норма опадів, мм                              | 63               | 57               | 76               | 54               | 42               | 23               | 23               | 32               | 65               | 104              | 96               | 89               |                  |
| Середньомісячна швидкість вітру, м/с          | 2.17             | 2.57             | 2.54             | 2.62             | 2.22             | 2.07             | 2.35             | 2.14             | 1.86             | 2.03             | 2.07             | 2.14             |                  |
| Середньомісячна сонячна радіація, кДж/м²·день | 7390             | 9596             | 11656            | 15948            | 19627            | 21739            | 22241            | 18988            | 15689            | 11316            | 8928             | 7012             |                  |
| --------------------------------------------- | ---------------- | ---------------- | ---------------- | ---------------- | ---------------- | ---------------- | ---------------- | ---------------- | ---------------- | ---------------- | ---------------- | ---------------- | ---------------- |
| Джерело:                                      |                  |                  |                  |                  |                  |                  |                  |                  |                  |                  |                  |                  |                  |